# Летняя Спартакиада народов СССР 1963
III летняя Спартакиада народов СССР  — проходила в Москве с 10 августа по 17 августа 1963 года, финалы проводились в 22 видах спорта.

## Описание
На старты предварительных этапов вышли 66 миллионов советских спортсменов. В общей сложности в финальной стадии соревновании приняли участие 7518 спортсменов (2043 женщины).
Первое место в командной борьбе завоевали спортсмены сборной Москвы — 572,5 очка. Второе место сборная УССР — 566 очков. Третье место заняла сборная РСФСР — 544,5 очка. На Спартакиаде было установлено 32 рекорда СССР и 4 рекорда мира.

## Финальные соревнования
| Вид спорта                  | Сроки проведения | Место проведения |                                           |
| --------------------------- | ---------------- | --- | ----------------------------------------- |
| Баскетбол                   | 8—16 августа     | Москва. Малая спортивная арена Центрального стадиона имени В. И. Ленина                                                                                 |                                           |
| Бокс                        | 11—16 августа    | Москва. Зелёный театр ЦПКиО имени Горького, Дворец Спорта Центрального стадиона имени В. И. Ленина                                                      | Результаты                                |
| Борьба вольная              | 12—15 августа    | Москва. Спортивный дворец ЦСКА | Результаты                                |
| Борьба классическая         | 8—11 августа     | Москва. Спортивный дворец ЦСКА | Результаты                                |
| Велосипедный спорт, трек    | 11—13 августа    | Москва. Трек стадиона Юных пионеров |                                           |
| Велосипедный спорт, шоссе   | 12—13 августа    | Москва. Куркинская трасса |                                           |
| Водное поло                 | 8—17 августа     | Москва. Плавательный бассейн Центрального стадиона имени В. И. Ленина, открытый бассейн № 2                                                             | Результаты                                |
| Волейбол                    | 8—16 августа     | Москва. Центральный стадион «Динамо» | Результаты (мужчины) Результаты (женщины) |
| Гимнастика                  | 7—12 августа     | Москва. Дворец Спорта Центрального стадиона имени В. И. Ленина                                                                                          |                                           |
| Гребля академическая        | 1—4 августа      | Москва. Водная станция «Динамо» |                                           |
| Гребля на байдарках и каноэ | 27―31 июля       | Москва. Водная станция «Динамо» |                                           |
| Конный спорт                | 11—15 августа    | Москва. Московский ипподром |                                           |
| Лёгкая атлетика             | 9—15 августа     | Москва. Центральный стадион имени В. И. Ленина | Результаты                                |
| Плавание                    | 10—15 августа    | Москва. Плавательный бассейн Центрального стадиона имени В. И. Ленина                                                                                   |                                           |
| Прыжки в воду               | 10—15 августа    | Москва. Плавательный бассейн Центрального стадиона имени В. И. Ленина                                                                                   |                                           |
| Современное пятиборье       | 11—16 августа    | Москва. База «Спартак», Спортзал МГУ им. Ломоносова, Плавательный бассейн Центрального стадиона имени В. И. Ленина, Стрельбище «Динамо», Ленинские горы |                                           |
| Стрелковый спорт            | 24—30 июля       | Мытищи. Стрельбище «Динамо» |                                           |
| Стендовая стрельба          | 27—29 июля       | Мытищи. Стрельбище «Динамо» |                                           |
| Теннис                      | 7—16 августа     | Москва. Теннисные корты Центрального стадиона имени В. И. Ленина                                                                                        |                                           |
| Теннис настольный           | 10—16 августа    | Москва. Спортклуб «Крылья Советов» |                                           |
| Тяжёлая атлетика            | 27―31 июля       | Москва. Зимний теннисный корт «Шахтёр» |                                           |
| Фехтование                  | 8—16 августа     | Москва. Спортзал МГУ им. Ломоносова |                                           |
| Шахматы                     | 7—16 августа     | Москва. Центральный Шахматный клуб | Результаты                                |